# Protesilaus aguiari
Protesilaus aguiari är en fjärilsart som först beskrevs av D'almeida 1937.  Protesilaus aguiari ingår i släktet Protesilaus och familjen riddarfjärilar. Inga underarter finns listade i Catalogue of Life.